# Fábrica – Centro Ciência Viva de Aveiro

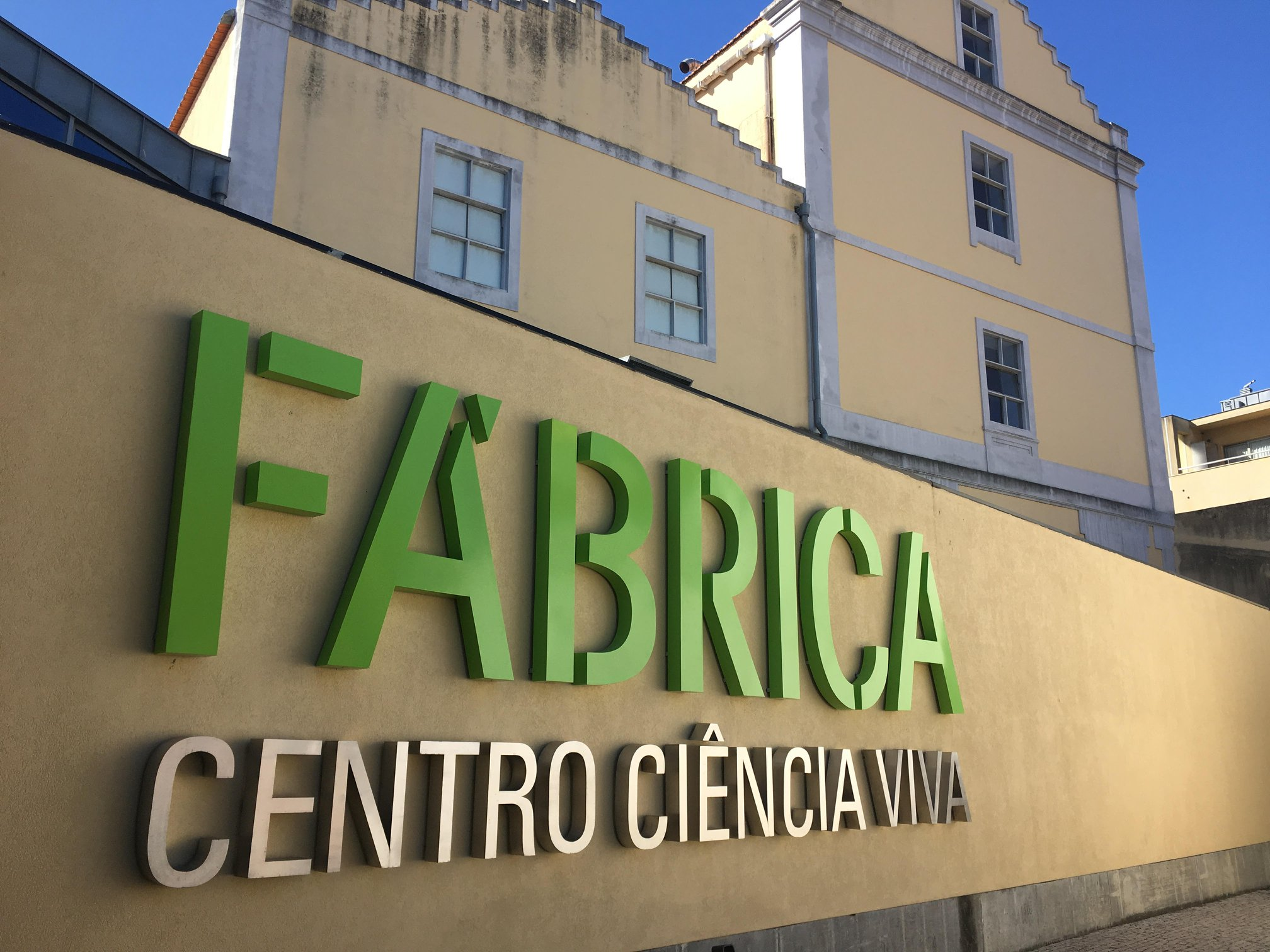
Fábrica Centro Ciência Viva de Aveiro

A Fábrica – Centro Ciência Viva de Aveiro localiza-se em Aveiro, em Portugal.
Constitui-se num espaço interativo, integrante da rede de Centros Ciência Viva. Nas 15 valências  deste centro há hologramas, jogos matemáticos, oficinas de robótica, laboratórios de ciência, percorrendo campos como a física, química, biologia ou informática.

## O edifício
O centro encontra-se implantado desde 2004 nas dependências da antiga Companhia Aveirense de Moagens, indústria que, ao longo do século XX se constituiu em uma referência para a cidade.
Em 1997 o imóvel foi adquirido pela Universidade de Aveiro, a partir do que foi requalificado para as atuais funções.

## Exposições
Em seu interior encontram-se cinco espaços de exposição temáticos:
- Há Micro-Ratos na Fábrica! e Oficina de Robôs - voltado para a Robótica
- Mãos na Massa - dezenas de módulos interactivos com destaque para a "Passadeira do Saber"
- A Cozinha é um Laboratório - enfocando aspectos de Ciência e Tecnologia (Química e Bioquímica) em espaços familiares como a cozinha
- Laboratório com Paredes de Vidro